# 諾伯特·洛特根
諾伯特·洛特根（德語： 1965年7月2日—），是德國律師和基民盟政治家。2009年至2012年5月，他曾擔任默克爾政府的環境和核安全聯邦部長。洛特根傾向於德國應對自己的安全承擔更多責任，是跨大西洋關係的捍衛者。

## 個人背景
洛特根於1965年7月2日在西德梅肯海姆出生，於萊茵巴赫成長，父母分別是郵局職員及家庭主婦。1984年入讀波恩大學法學系，先後於1989年及1993年通過國家司法考試，並於科隆作律師實習。2001年以博士論文《歐洲法院的爭論》，取得波恩大學法學博士學位。
洛特根是一名羅馬天主教徒，已婚，育有兩子一女。

## 氣候變化與環境
在2009年聯合國氣候變化大會之後，洛特根批評美國總統歐巴馬和中國領導人，他稱美國與中國不願或不能領導應對氣候與環境問題。2010年的時報文章裏，他與英國能源大臣克里斯·休恩和法國生態大臣讓·路易·博盧一起，敦促歐盟到2020年將削減溫室氣體排放量從最初設定的20％提高到30％。
洛特根曾以環境部長的身份分別率德國代表團參加了三次聯合國氣候變化會議：2009年的哥本哈根會議，2010年的坎昆會議和2011年德班會議。

## 伊朗及其他問題
2014年3月，洛特根參加歐洲外交關係委員會駐伊朗德黑蘭的代表團。2014年11月5日，洛特根和羅伯特·庫珀等人敦促歐盟3 + 3國家和伊朗就全面核協議達成協議。
洛特根在2019年稱，德國應暫停對沙烏地阿拉伯的暫停武器交付。

## 斥責中國外長威脅捷克
2020年8月30日，捷克參議院議長韋德齊继承計劃訪問台灣後突然猝死的前任议长柯佳洛遺志，與賀瑞普等共九十人的代表团访问臺灣，與中華民國總統蔡英文等官員會面。韋德齊表示「此次出访是延续前总统哈维尔和前外长伊日·丁斯特比爾建立的外交传统，也就是扞衞自由和民主。捷克与民主国家合作，不管他人同意与否」。
8月31日，中华人民共和国外交部长王毅就捷克参议院议长访台表示：“在台湾问题上挑战一个中国原则，就是与14亿中国人民为敌，对于捷克参议长的公开挑衅及其背后的反华势力要让其为自己的短视行为和政治投机付出沉重代价。”
9月1日，王毅與德國外長海科·馬斯會面。海科·馬斯當面警告王毅：「威脅在這裏行不通」，並在會面後聯繫捷克外長湯瑪斯·佩崔切克以表達德國對捷克的支持。德國國會聯邦議院外交事務委員會主席諾伯特·洛特根亦斥責中國外長在訪問德國時竟親自「出言恐嚇另一個歐盟成員國以及議員」，是外交上的冒犯以及對民主的褻瀆。